# Trichocline spathulata
Trichocline spathulata là một loài thực vật có hoa trong họ Cúc. Loài này được (A.Cunn. ex DC.) J.H.Willis miêu tả khoa học đầu tiên năm 1967.